# Сатовле
Сатовле (груз. სათოვლე) — село в Грузии, на территории Мцхетского муниципалитета края (мхаре) Мцхета-Мтианети.

## География
Село находится в центральной части Грузии, у подножия хребта Сатовле, на расстоянии приблизительно 12 километров (по прямой) к юго-западу от города Мцхета, административного центра края и муниципалитета. Абсолютная высота — 937 метров над уровнем моря.

## Население
По результатам официальной переписи населения 2014 года в Сатовле проживал 1 человек (мужчина). В национальной структуре населения грузины составляли 100 %.
| Год  | Население, человек |
| ---- | ------------------ |
| 2002 | 0                  |
| 2014 | ↗ 1                |